# 莫干黄芽
莫干黄芽，是黄茶的一种，又名横岭1号，产于浙江省德清县的莫干山，为浙江省第一批省级名茶之一。

## 概述
早在晋代就有僧侣上莫干山结庵种茶。1956年春，庄晚芳在莫干山休养，一日，他在荫山街散步，遇见一位卖茶的老妇，在购买后觉得香味极好，足以媲美其他名茶。1979年，在浙江农业大学茶叶系张堂恒、庄晚芳的参与下，共同创制了此湖州地区唯一的黄茶。
莫干黄芽外形紧细成条，细似莲心，多显茸毫，汤色黄绿清澈，叶底嫩黄成朵。制作工序莫干黄芽的采摘标准为一芽一叶展开至一芽二叶初展的鲜叶。加工工艺主要包括摊放、杀青、揉捻、焖黄初烘、锅炒、足烘等，堆积焖黄是形成其黄叶黄汤这一特点的主要工序。